# Long Time Dead
(Tag-line del film)
Long Time Dead è un film del 2002 diretto da Marcus Adams.
Film horror ambientato in Inghilterra la cui storia si basa su un gruppo di ragazzi che durante una festa decidono di praticare una seduta spiritica ed evocano per errore un jinn, ovvero un demone della tradizione araba.
Il cast comprende Joe Absolom, Lukas Haas e Tom Bell. È stato il film che ha visto il debutto di Marcus Adams come regista.

## Trama
Un gruppo di universitari dopo un rave party, per vincere la noia, decide di fare una seduta spiritica. Coadiuvati da una improvvisata tavoletta ouija e delle indicazioni di un'amica esperta di occultismo, iniziano la seduta. Dopo i primi momenti di perplessità e di dubbi sull'effettiva riuscita, qualcosa comincia a muoversi. Presi dal panico lasciano la tavoletta, senza rendersi conto di avere evocato una entità malvagia sulla quale non hanno alcuna possibilità di controllo.
I ragazzi infatti hanno involontariamente evocato un jinn, millenario demone del fuoco assetato di sangue. Questi, a loro insaputa, si è impossessato di uno di loro che, all'oscuro degli altri, comincerà a soddisfare la propria sete di morte. Vengono uccisi uno ad uno, mentre Liam, uno degli studenti comincia ad avere inquietanti visioni, legate a suo padre. Infatti il padre del giovane anni prima aveva evocato lo stesso demone in Marocco, provocando una strage. Lui si salvò, ma fu rinchiuso in manicomio. Adesso il jinn è ritornato, con l'intenzione di prendersi proprio quell'unico superstite.